# Ricard Casas i Gurt
Ricard Casas i Gurt   (Manresa, 12 de setembre de 1962) és un entrenador català de bàsquet professional.

## Trajectòria esportiva
Com a jugador, va jugar a les files de la Salle Manresa. Com a entrenador, ha desenvolupat gairebé tota la seva carrera al Principat, dirigint el Bàsquet Manresa, el CB Montcada, el CB Tarragona i altre cop el Manresa, fins que el 2004 fitxà pel Pamesa València. L'octubre de 2006 fou destituït i poques setmanes després arribà a un acord amb el Menorca Bàsquet,amb el qual aconseguí la permanència amb una segona volta èpica de 9 victòries i 8 derrotes, motiu pel qual fou renovat el seu contracte per un any més. Estava molt lligat i integrat dins l'illa, fet que li va propiciar una gran estimació per part de l'afició menorquina

### Clubs[1]
- 1988-89 ACB. TDK Manresa. Entrenador ajudant. Flor Menénez.
- 1989-90 ACB. TDK Manresa. Entrenador ajudant. Flor Menénez.
- 07/03/1990 ACB. TDK Manresa. Substitueix Flor Menénez.
- 1990-91 ACB. TDK Manresa. Entrenador ajudant. Pedro Martínez.
- 1990-91 Bàsquet Manresa Junior.
- 1991-92 ACB. TDK Manresa. Entrenador ajudant. Pedro Martínez.
- 1991-92 Bàsquet Manresa Junior.
- 1992-93 ACB. TDK Manresa. Entrenador ajudant. Pedro Martínez.
- 1992-93 Unió Manresana Juvenil.
- 1993-94 ACB. TDK Manresa. Entrenador ajudant. Pedro Martínez.
- 1993-94 Segona Divisió. Allianz Ras Manresa.
- 1994-95 ACB. TDK Manresa. Entrenador ajudant. Salva Maldonado.
- 1994-95 Segona Divisió. Allianz Ras Manresa.
- 1995-96 ACB. TDK Manresa. Entrenador ajudant. Salva Maldonado.
- 1995-96 Segona Divisió. Allianz Ras Manresa.
- 1996-97 ACB. TDK Manresa. Entrenador ajudant. Salva Maldonado.
- 1996-97 EBA. C.B. Manresa.
- 1997-98 EBA. C.B. i Unió Manresana.
- 1997-98 Bàsquet Manresa. Coordinador de los equipos de base.
- 1998-99 EBA. C.B. Montcada.
- 1999-00 EBA. C.B. Montcada.
- 2000-01 LEB2. C.B. Tarragona.
- 2001-02 LEB. Minorisa.net Manresa.
- 2002-03 ACB. Ricoh Manresa.
- 2003-04 ACB. Ricoh Manresa.
- 2004-05 ACB. Ricoh Manresa.
- 2005-06 ACB. Pamesa València.
- 2006-07 ACB. Pamesa València.
- 23/10/2006 ACB. Pamesa València. Substituït per Fotis Katsikaris.
- 24/11/2006 ACB. Menorca Bàsquet. Substitueix Curro Segura.
- 2007-08 ACB. Menorca Bàsquet.
- 2008-09 ACB. Menorca Bàsquet.

## Palmarès
Palmarès
- 1997 Jocs del Mediterrani. Selecció d'Espanya Promeses. Bari. Medalla d'Or. Entrenador ajudant. Paco García.
- 1999 Jocs del Mediterrani. Selecció d'Espanya Promeses. Palma. Medalla de Plata. Entrenador ajudant. Paco García.
- 1995-96 Segona Divisió. Allianz Ras Manresa. Ascens.
- 2001-02 LEB. Minorisa.net Manresa. Subcampió. Ascens.
- 2002 Campionat d'Europa sub-20. Selecció d'Espanya. Vilnius. Medalla de Plata.
- 2005-06 Copa del Rei. Pamesa València. Madrid. Subcampió.

## Distincions com a entrenador
Distincions
- 2000-01 LEB2. C.B. Tarragona. Entrenador de l'any. ACEB
- 2001-02 LEB. Minorisa.net Manresa. Millor entrenador LEB.